# Ålstek

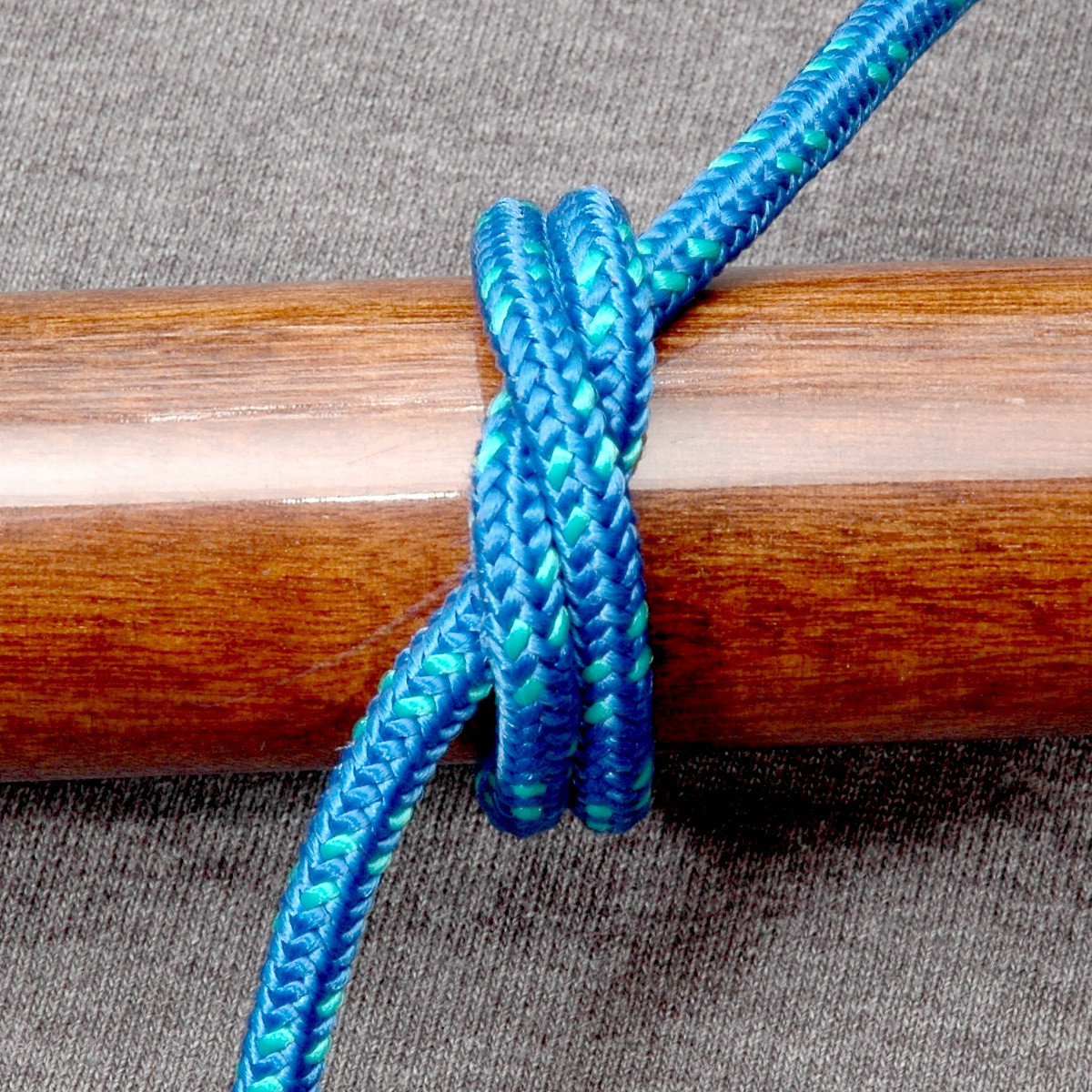
Ålstek (också kallad ”Stryparknop”).

Ålstek är en enkel förbandsknop. I likhet med constrictorsteket, består den också av en överhandsknop under en överliggande törn. Skillnaden är att tampen och den fasta parten löper ut på sidorna, i stället för att löpa ut mellan törnarna som i fallet constrictorsteken.
Den här knopen kan sägas utgöra en omarrangerad dubbel överhandsknop och utgör också ena hälften av en dubbel fiskarknop.